# ديرك ماير
ديرك ماير (بالألمانية: Dirk Meier) مواليد 28 يناير 1964 في شبرمبرغ، ألمانيا، هو دراج ألماني سابق. سبق أن شارك في دورة الألعاب الأولمبية الصيفية وفاز بميدالية أولمبية.

## الميداليات
| الميدالية | المسابقة                       |
| --------- | ------------------------------ |
| فضية      | الألعاب الأولمبية الصيفية 1988 |

## روابط خارجية
- ديرك ماير على موقع أرشيف الدراجات (الإنجليزية)
- ديرك ماير على موقع إحصائيات الدراجات الإحترافية (الإنجليزية)
- ديرك ماير على موقع أوليمبيديا (الإنجليزية)